# Crinigera
Crinigera — рід грибів. Назва вперше опублікована 1969 року.

## Класифікація
До роду Crinigera відносять 1 вид:
- Crinigera maritima